# (5809) Кулибин
(5809) Кулибин (лат. Kulibin) — типичный астероид главного пояса, открыт 4 сентября 1987 года советским астрономом Людмилой Журавлёвой в Крымской астрофизической обсерватории и 4 мая 1999 года назван в честь русского механика-изобретателя Ивана Кулибина.

## Обнаружение и именование
(5809) Кулибин
Открыт 4 сентября 1987 года в Научном Л. В. Журавлёвой.
Назван в память о блестящем русском инженере и механике-самоучке Иване Петровиче Кулибине (1735—1818). Изобрёл оригинальные часовые механизмы, спроектировал мост через Неву и сконструировал различные трудосберегающие устройства.
Оригинальный текст (англ.)5809 Kulibin
Discovered 1987-09-04 by Zhuravleva, L. V. at Nauchnyj.
Named in memory of Ivan Petrovich Kulibin (1735—1818), brilliant Russian self-educated mechanical engineer. He designed original clockwork pieces, planned a bridge over the Neva river and constructed various labor-saving devices.
Источники: DISCOVERY.DB; M.P.C. 34622.

## Орбита

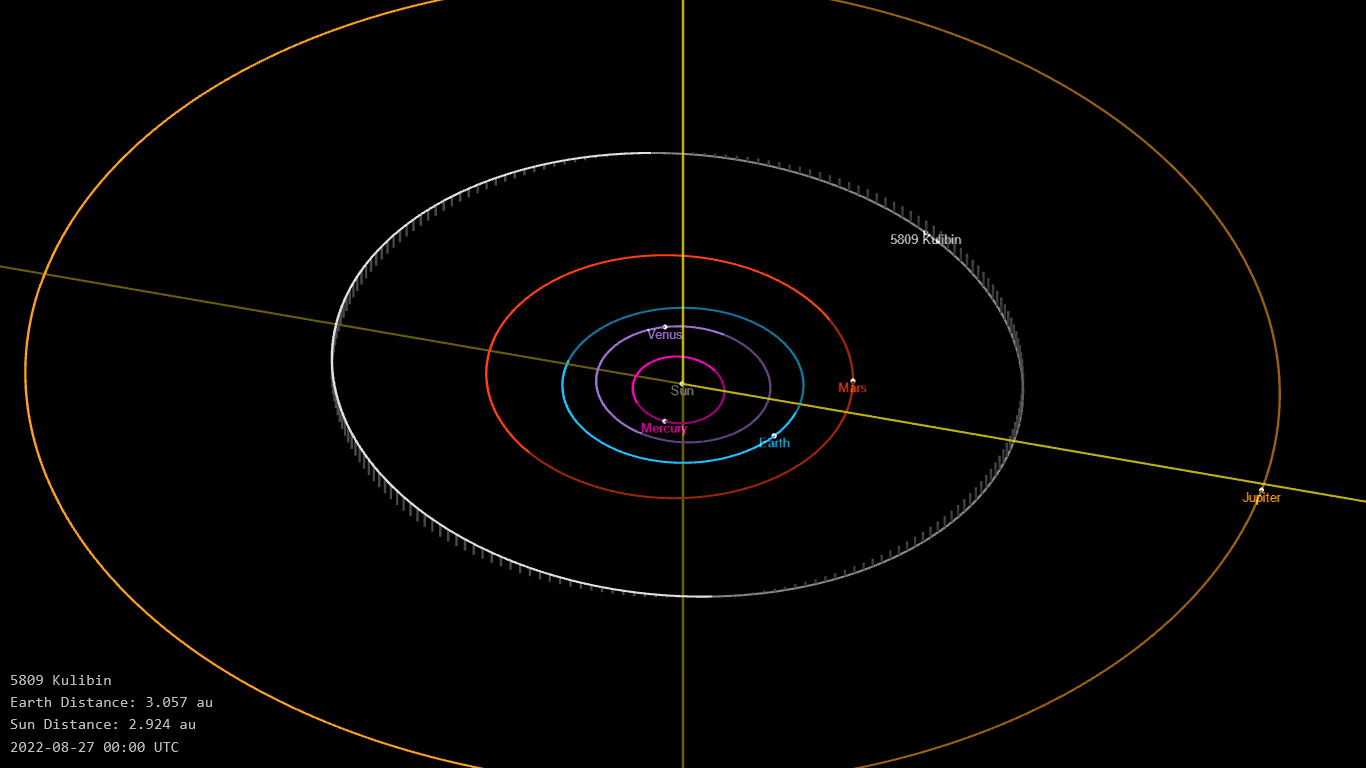
Орбита астероида Кулибин и его положение в Солнечной системе

## Физические характеристики
Астероид относится к таксономическому классу S.
По результатам наблюдений в видимом и ближнем инфракрасном диапазоне космического телескопа NEOWISE диаметр астероида оценивался равным 7,757±0,113 км. Согласно тем же источникам альбедо оценивается как 0,3529±0,0787 и 0,353±0,079.